# Gernot Boche

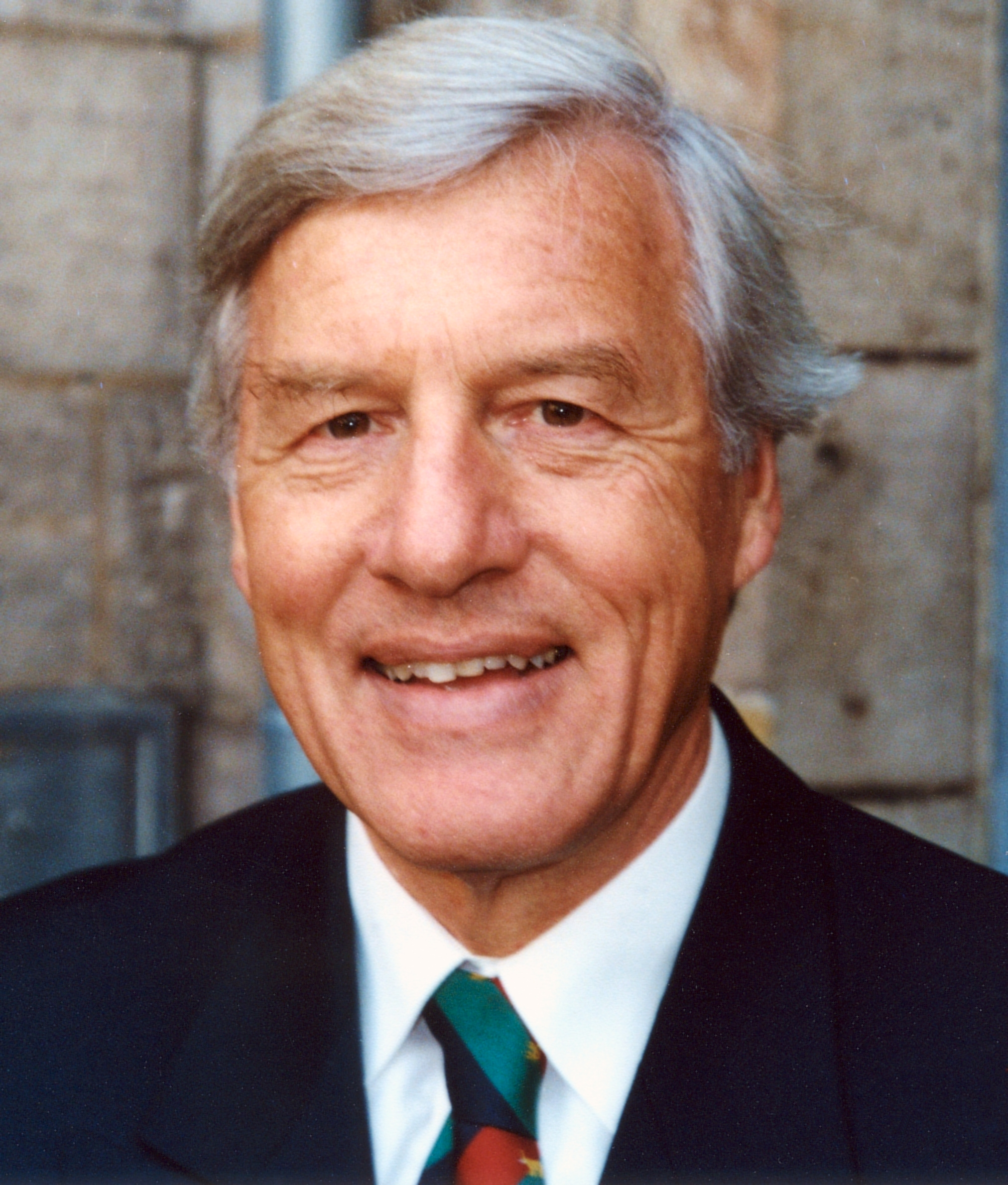
Gernot Boche

Gernot Boche (* 18. Mai 1938 in Stuttgart-Bad Cannstatt; † 10. März 2011 in München) war ein deutscher Chemiker und emeritierter Professor für Organische Chemie.

## Leben und Werk
Als erster von zwei Söhnen des Lehrerehepaars Emma und Kurt Boche wurde Gernot Boche in Bad Cannstatt geboren. Nach dem Abitur im schwäbischen Kirchheim/Teck studierte er Chemie in Stuttgart und Wien. Bei seiner Diplomarbeit war Theodor Förster sein Mentor. Er wurde 1967 am Institut für Organische Chemie der LMU München als akademischer Schüler von Rolf Huisgen promoviert. Nach einem Postdoktorat bei Eugene van Tamelen an der Stanford University kehrte er an die LMU München zurück um und habilitierte sich 1974 über Isomerisierungen und Cycloadditionen von alkalimetallorganischen Verbindungen. Dort arbeitete er bis 1979 zunächst als Dozent und später als Professor. Nach einer Gastprofessur an der University of Wisconsin wurde Boche im Jahr 1979 an den Fachbereich Chemie der Universität Marburg berufen. Als Professor für Organische Chemie blieb er Marburg bis zu seiner Emeritierung im Jahre 2001 treu. Er hielt Gastprofessuren in Russland, Japan, den Vereinigten Staaten und Israel. Im Jahr 2001 wurde ihm von der GDCh der Arfvedson-Schlenk-Preis 2001 für herausragende Leistungen auf dem Gebiet der Lithium-Chemie verliehen.
Boche hat seinen akademischen Schülern stets ein ganzheitliches Bild der Chemie vermittelt, ohne „das Schubladendenken in Kategorien wie anorganische, organische, physikalische Chemie und Biochemie“, das seiner Ansicht nicht mehr aktuell sei.
Boche veröffentlichte etwa 200 Artikel in wissenschaftlichen Zeitschriften. Sein Hirsch-Index (h-Index) von 41 belegt die Relevanz und Resonanz seiner wissenschaftlichen Leistungen.